# Зеленогайский сельский совет (Томаковский район)
Зеленогайский сельский совет (укр. Зеленогайська сільська рада) — входит в состав
Томаковского района
Днепропетровской области
Украины.
Административный центр сельского совета находится в 
с. Зелёный Гай.

## Населённые пункты совета
- с. Зелёный Гай
- с. Весёлый Яр
- с. Краснополь
- с. Новокраснополь
- с. Тарасовка